# Płomień (grupa literacka)
Płomień (białorus. Połymia) – białoruska grupa literacka, istniejąca w latach 1927–1928.
Grupa została założona przez Janka Kupałę (wł. Iwan Łucewicz) i Jakuba Kołasa (wł. Konstancin Mickiewicz). W jej skład wchodzili także Michajło Hramyka, Ciszka Hartny (wł. Zmicier Żyłunowicz), Aleś Hurło oraz literaturoznawcy i krytycy. Nazwę grupy zaczerpnięto od tytułu czasopisma "Połymia", ukazującego się w Mińsku od 1923 roku.
Główni założyciele grupy, Janka Kupała i Jakub Kołas, byli już w tamtym czasie postrzegani jako "klasycy" literatury białoruskiej (współpracowali np. z wychodzącym w latach 1906–1915 wileńskim czasopismem "Nasza Niwa"), co wpłynęło na charakterystyczną cechę tej grupy: przywiązanie do tradycji literackiej. "Płomień" był ponadto grupą otwartą – na łamach jej oficjalnego periodyku publikowali pisarze i poeci z różnych ugrupowań literackich. Nie zaproponowano żadnych nowych postulatów czy rozwiązań zarówno w warstwie ideologiczno-politycznej, jak i artystycznej. Program literacki grupy badacze sytuują w centrum ówczesnego życia kulturalnego (pomiędzy awangardową, powstałą równolegle grupą Wyżyna, a stowarzyszeniem proletariackim Młodnik, mającym charakter masowy).